# Ioan Zonaras
Ioan Zonaras (în greacă Ζωναρᾶς Ἰωάννης, transliterat: Zonaras Ioannis; n. 1074, Imperiul Roman de Răsărit – d. 1145) a fost un cronicar și un teolog bizantin, care a trăit la Constantinopol.
În timpul împăratului Alexios I Comnen a deținut funcțiile de șef al justiției și de secretar privat (protasēkrētis) al împăratului, După moartea lui Alexios s-a retras la mănăstirea Sf. Glykeria, unde și-a petrecut restul vieții. La mănăstire a scris mai multe cărți, dar cea mai importantă lucrare este Extracte din Istorie (greacă Ἱστοριῶν Ἐπιτομὴ), (latină Epitome Historiarum), în optsprezece volume.